# Lauriet
Het mineraal lauriet is een ruthenium-sulfide met de chemische formule RuS2. Het heeft de pyriet structuur. Het kristalstelsel is kubisch met een ribbe van 560 pm. De ruimtegroep is Pa3.